# Алексіс Грюсс
Алексіс Грюсс, (23 квітня 1944, Бар, Франція — 6 квітня 2024, Париж) — французький артист цирку та актор.

## Життєпис

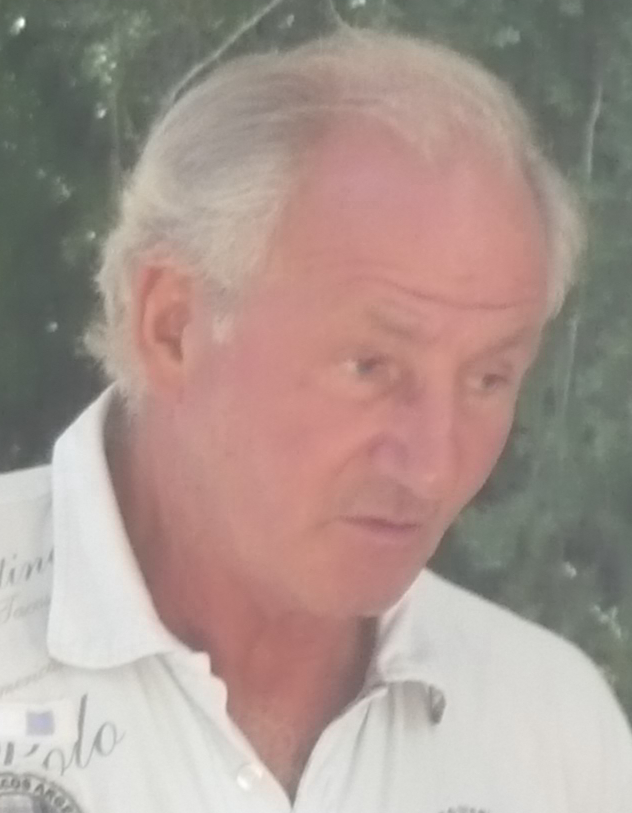
Алексіс Грюсс, 2010 рік

Став директором цирку у віці 27 років, у віці 30 років у співпраці з актрисою Сільвією Монфор, створив Cirque à l'Ancienne в 1974 році, щоб відсвяткувати 200-річчя прибуття до Парижа Філіпа Естлі, винахідника цирку. Цирк Алексіса Грюсса в 1982 році набув статусу Національного цирку.
Алексіс Грюсс — також став лауреатом премії Золотий клоун на Міжнародному цирковому фестивалі у Монте-Карло.

## Фільмографія
- 1988 — «Улюбленець долі»; реж. Клод Лелуш — Кільцевий капітан